# خولیان عوده
خولیان عوده (اسپانیایی: Julián Aude‎؛ زادهٔ ۲۴ مارس ۲۰۰۳) بازیکن فوتبال اهل آرژانتین است.

## باشگاهی
از باشگاه‌هایی که در آن بازی کرده‌است می‌توان به باشگاه فوتبال لانوس اشاره کرد.

## تیم ملی
وی همچنین در تیم ملی فوتبال زیر 17 سال آرژانتین بازی کرده‌است.